# Bonfire Heart
„Bonfire Heart” – utwór brytyjskiego wokalisty Jamesa Blunta. Wydany został 29 lipca 2013 roku przez wytwórnię płytową Atlantic Records jako pierwszy singel z jego czwartego albumu studyjnego, zatytułowanego Moon Landing. Twórcami tekstu utworu są James Blunt i Ryan Tedder, który zajął się też jego produkcją. Do singla nakręcono także teledysk, a jego reżyserią zajął się Vaughan Arnell. „Bonfire Heart” dotarł do szczytu list przebojów w Austrii, Niemczech i w Szwajcarii.

## Pozycje na listach przebojów
| Kraj              | Lista (2013)            | Pozycja | Status             |
| ----------------- | ----------------------- | ------- | ------------------ |
| Australia         | Top 50 Singles          | 3       | 3× platynowa płyta |
| Austria           | Singles Top 75          | 1       | złota płyta        |
| Belgia (Flandria) | Ultratop 50             | 1       | –                  |
| Belgia (Wallonia) | Ultratop 50             | 15      | –                  |
| Francja           | Top 200 Singles         | 26      | –                  |
| Hiszpania         | Singles Top 50          | 30      | –                  |
| Holandia          | Single Top 100          | 52      | –                  |
| Irlandia          | Top 50 Singles          | 13      | –                  |
| Kanada            | Canadian Hot 100        | 51      | złota płyta        |
| Niemcy            | Top 100 Singles         | 1       | platynowa płyta    |
| Nowa Zelandia     | Top 40 Singles          | 8       | złota płyta        |
| Polska            | AirPlay – Top           | 15      | –                  |
| Szkocja           | Scottish Singles Top 40 | 6       | –                  |
| Szwajcaria        | Singles Top 75          | 1       | platynowa płyta    |
| Szwecja           | Top 60 Singles          | 42      | –                  |
| Wielka Brytania   | Singles Top 100         | 4       | złota płyta        |
| Włochy            | Top 20 Singles          | 9       | platynowa płyta    |